# Kodjo Amétépé
Kodjo Amétépé (Adidogome, 18 dicembre 1986) è un calciatore togolese, di ruolo centrocampista.

## Carriera

### Club
Ha giocato nel campionano togolese e gabonese.

### Nazionale
Ha esordito con la Nazionale togolese nel 2011.